# HD161470
HD161470 — хімічно пекулярна зоря спектрального класу
B8 й має видиму зоряну величину в смузі V приблизно  9,5.

## Пекулярний хімічний склад
Зоряна атмосфера HD161470 має підвищений вміст 
Si
.